# رود وای
رود وای (به انگلیسی: River Wye)در کشورهای انگلستان و ولز جریان دارد و به رود سورون می‌پیوندد. وای پنجمین رود طولانی بریتانیا می‌باشد.

## نگارخانه

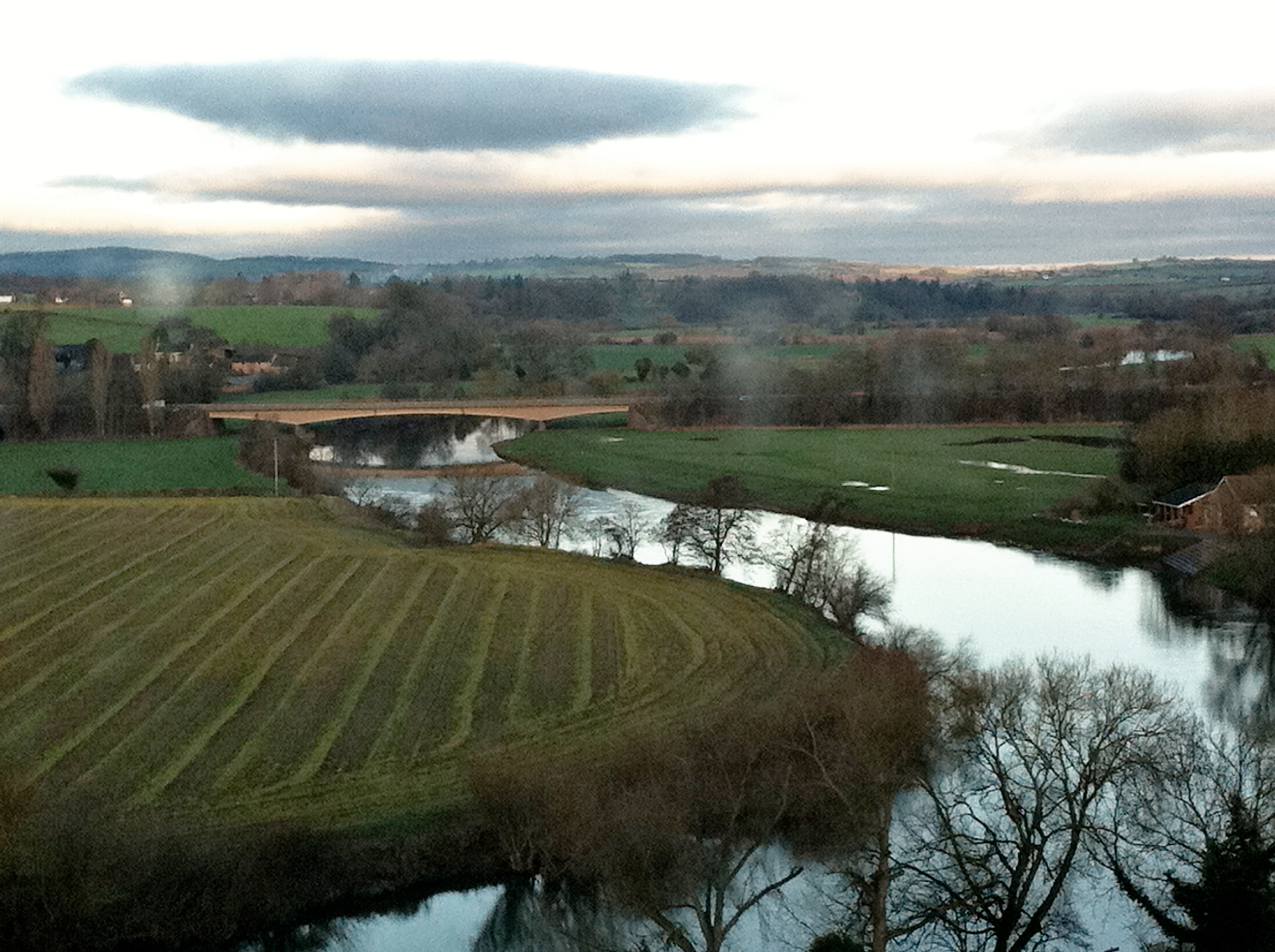
راس-آن-وای، هرتفوردشر
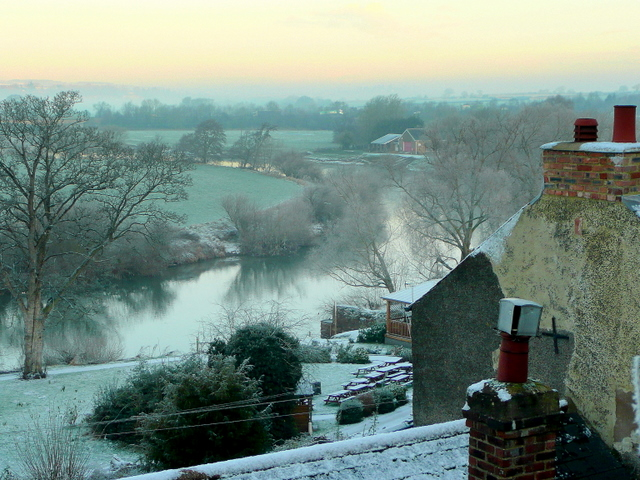
راس-آن-وای
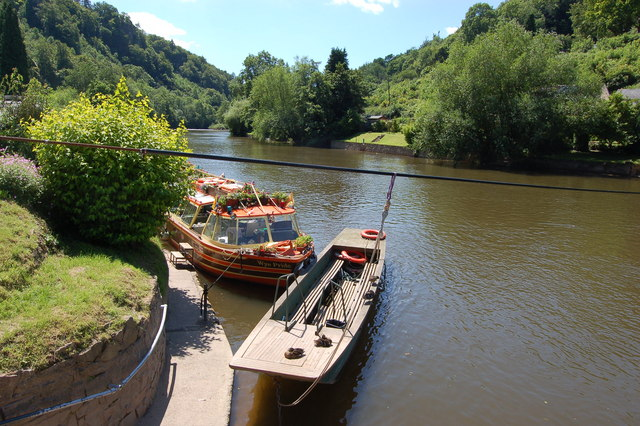
ترابری آبی در Symonds Yat
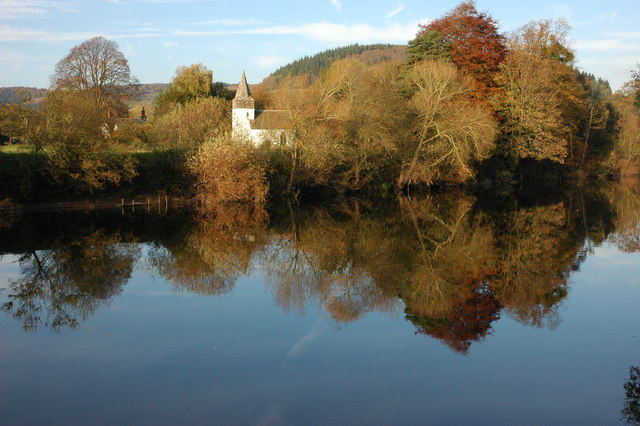
St Peter's Church, Dixton
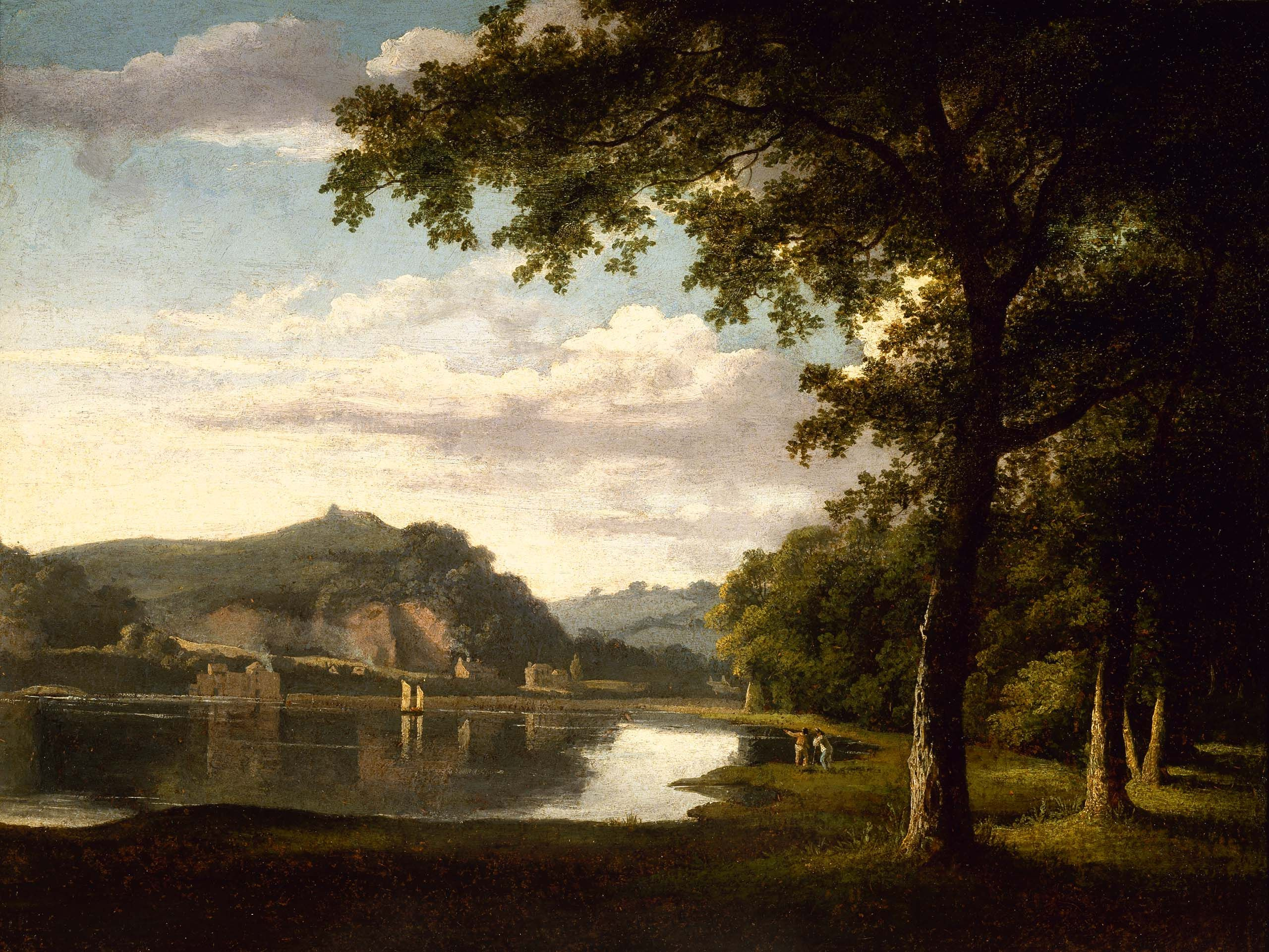
Landscape with View on the River Wye اثر Thomas Jones
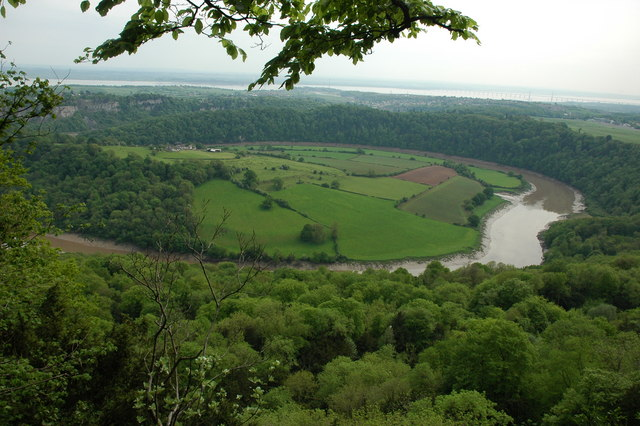
Eagle's Nest, Wyndcliff